# Liste von Kraftwerken in Togo
Die Kraftwerke in Togo werden sowohl auf einer Karte als auch in Tabellen (mit Kennzahlen) dargestellt. Die Liste ist nicht vollständig.

## Installierte Leistung und Jahreserzeugung
Im Jahre 2015 lag Togo bzgl. der installierten Leistung mit 229 MW an Stelle 162 und bzgl. der jährlichen Erzeugung mit 78,8 Mio. kWh an Stelle 201 in der Welt. Der Elektrifizierungsgrad lag 2013 bei 27 % (35 % in den Städten und 21 % in ländlichen Gebieten).

## Karte
| Kpime |

| Lome |

| Nangbeto |

## Kalorische Kraftwerke
| Name des Kraftwerks | Inst. Leistung (MW) | Brennstoff               | Status     |
| ------------------- | ------------------- | ------------------------ | ---------- |
| Lome                | 100                 | Erdgas, Schweröl, Diesel | in Betrieb |

## Wasserkraftwerke
| Name des Kraftwerks | Inst. Leistung (MW) | Fluss | Status     |
| ------------------- | ------------------- | ----- | ---------- |
| Kpime               | 16                  | Aka   | in Betrieb |
| Nangbeto            | 65                  | Mono  | in Betrieb |